# لينكس ليبرا
لينكس ليبرا (Linux-libre) هو مشروع يهدف لنشر والحفاظ على نسخ من نواة لينكس والتي تشمل البرمجيات الحرة الوحيدة. ويتم ذلك عن طريق إزالة الوحدات البرمجة بدون الكود المصدري (binary blobs)، الكود الغامض (obfuscated code) أو أجزاء من الكود الاحتكاري (portions of code under proprietary) (أو ترخيص «شبهة حرة»).
أيدت مؤسسة البرمجيات الحرة هذا المشروع، وهي جزء أساسي من جنو الحرة/ والتوزيعات الحرة.\
حالياً يتم نشر والحفاض علي لينكس ليبرا من قبل مؤسسة البرمجيات الحرة لأمريكا الاتينية.

## وصلات خارجية
- لينكس ليبرا على موقع Free Software Directory (الإنجليزية)
- موقع مشروع لينكس ليبرا